# Karfunkelsalmler
Der Karfunkelsalmler (Holopristis pulcher, Synonym: Hemigrammus pulcher, lateinisch pulcher „schön“) stammt aus den Nebenflüssen des peruanischen Amazonas nördlich von Iquitos. Eine Population bei Manaus, am mittleren Amazonas, wurde als Unterart H. pulcher haraldi Géry, 1961 beschrieben.

## Merkmale
Der kleine, nur bis etwa 4,5 cm lang werdende Fisch gehört zu den schönsten Vertretern der amerikanischen Salmler. Er ist von grünlich- bis rötlichbrauner Grundfarbe, auf der ein metallischer, bronzefarbener Glanz liegt. Die Iris ist oben rot, hinter dem Kiemendeckel findet sich ein kupferfarbener Fleck. Die Schwanzwurzel trägt eine dunkelbraune bis schwarze Binde, die oberhalb durch einen goldfarbigen Fleck ergänzt wird. Er ist relativ kurz und hoch gebaut (die Körperhöhe ist 2,3 bis 2,6 mal in der Standardlänge enthalten).
- Flossenformel: Dorsale 2–3/7–9, Anale 3–4/20–21.
- Schuppenformel: 28–31 (mLR), 41⁄2-5/3–4 (QR), 7–9 (SL).

## Lebensweise
Karfunkelsalmler ernähren sich von Würmern, kleinen Krebstieren und pflanzlichem Material. Sie laichen zwischen feinfiedrigen Pflanzen. Die Jungfische schlüpfen nach 20 bis 24 Stunden und schwimmen nach 3 bis 4 Tagen frei.

## Aquaristik

### Haltung und Pflege
Die anspruchslosen, friedlichen Schwarmfische lassen sich unkompliziert im Aquarium halten, allerdings ist die Nachzucht nicht ganz einfach. Die Schönheit der Tiere kommt im Aquarium am besten zur Geltung, wenn das einfallende Licht durch Schwimmpflanzen gedämpft wird.

### Rechtsvorschrift in Österreich
In Österreich sind die Mindestanforderungen zur Haltung von Fischen in der Verordnung 486 im §7 und deren Anlage 5 definiert. Siehe dazu auch den Wikipedia-Eintrag Zierfische.
Speziell für Karfunkelsalmler gilt zusätzlich: Es müssen mindestens 5 Tiere dieser Art gehalten werden und folgende Grenzwerte sind einzuhalten:
|                                  | Wert         | Anmerkung                         |
| -------------------------------- | ------------ | --------------------------------- |
| Mindestgröße des Aquariums       | 60 × 30 × 30 | Länge × Breite × Höhe in [cm]     |
| Bereich für die Wassertemperatur | 23 – 29      | Grad Celsius [°C]                 |
| Bereich für die Wasserhärte      | 0 – 15       | Grad deutscher Gesamthärte [⁰dGH] |
| Bereich pH-Wert                  | 5,0 – 8,0    | Säuregrad                         |
| Maximalwert Nitrat               | 50           | [mg/l]                            |